# Erinna
Erinna é um género botânico pertencente à família alliaceae.